# Ophthalmodouleia
Ophthalmodouleia è un trattato dell'oculista tedesco Georg Bartisch, pubblicato nel 1583.
Si tratta del primo manoscritto rinascimentale sui disturbi oftalmici e sulla chirurgia oculare

## Temi
Il manoscritto tratta di malattie oculari, tecniche e strumenti chirurgici e contiene un atlante oftalmico di 92 xilografie raffiguranti malattie dell'occhio. In questo libro l'autore divide le cataratte, il cui trattamento chirurgico è solo uno dei focus principali del manuale di oftalmologia di Bartisch, secondo il loro colore in cataratte bianche, blu, verdi, grigie, gialle e nere.

## Fortuna dell'opera
L'opera può essere considerata la prima opera rinascimentale sui disturbi oftalmici e sulla chirurgia oculare e l'oftalmologia stessa viene trattata come materia indipendente. Lo stesso Bartisch viene considerato fondatore dell'oftalmologia moderna .

## Dedica dell'opera
Georg Bartisch dedicò l'opera al suo principe elettore Augusto I di Sassonia, anche se inizialmente non riuscì a trovare un editore e la fece stampare a proprie spese.